# Alcinda Abreu

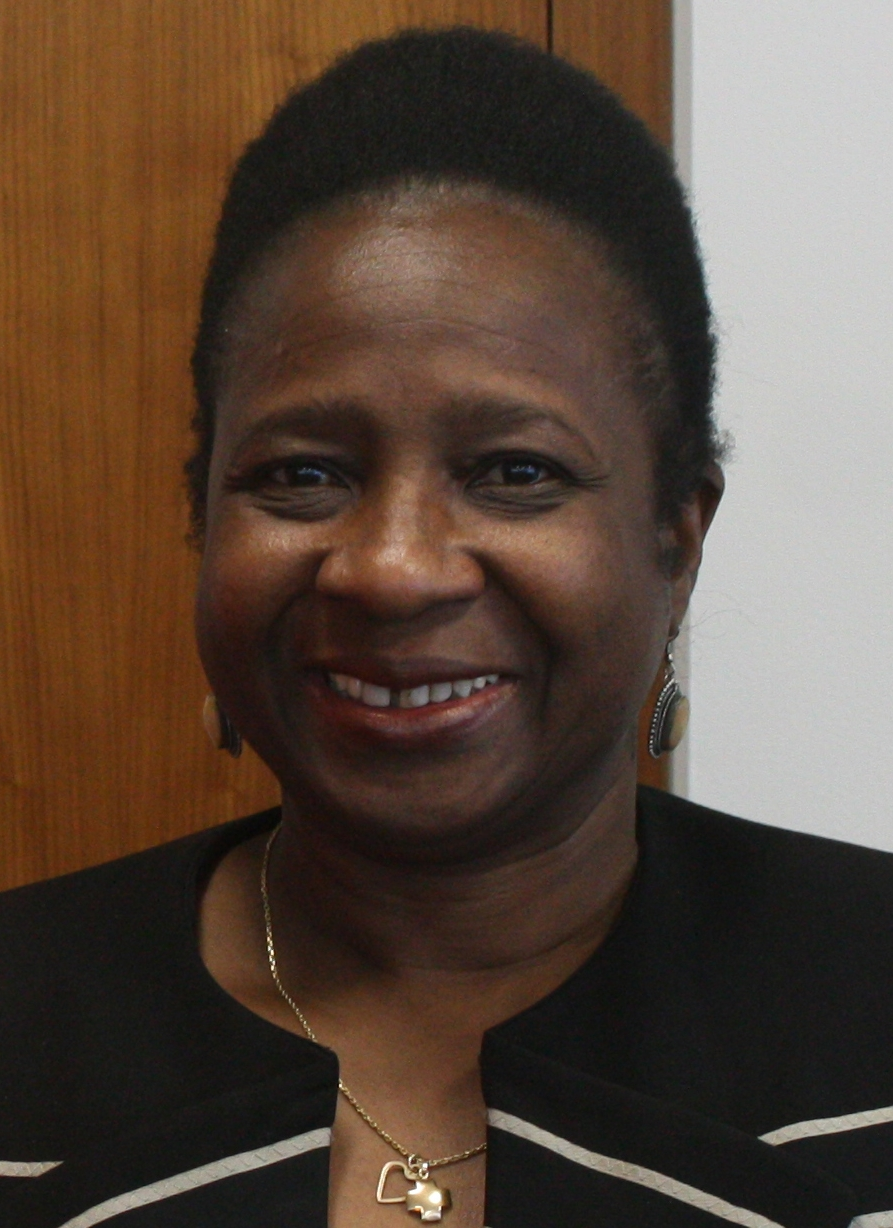
Alcinda Abreu năm 2010

Alcinda António de Abreu (sinh năm 1953) là một chính trị gia người Mozambique. Bà là Bộ trưởng Bộ Ngoại giao Mozambique từ năm 2005 đến 2008, trước đây là Bộ trưởng Bộ Phúc lợi Xã hội. Bà gần đây nhất là Bộ trưởng Môi trường. Bà đã làm việc để tăng vai trò của phụ nữ trong biến đổi khí hậu.

## Cuộc đời và sự nghiệp
Alcinda António de Abreu sinh năm 1953 tại Mozambique. bà hoạt động trong Hiệp hội Thanh niên Mozambique và từng là Phó Tổng thư ký vào cuối những năm 1970 và đầu những năm 1980. Abreu là Bộ trưởng Bộ Phúc lợi Xã hội từ năm 1994 đến 1997. Abreu được FRELIMO bổ nhiệm làm thành viên của Ủy ban Bầu cử Quốc gia (CNEs) chịu trách nhiệm tổ chức cuộc bầu cử thành phố năm 1998 và cuộc tổng tuyển cử năm 1999. Tại đại hội năm 2002 của FRELIMO, bà đã được bầu vào Ủy ban Chính trị gồm 15 thành viên của đảng.
Bà được Tổng thống Armando Guebuza bổ nhiệm làm Bộ trưởng Bộ Ngoại giao vào ngày 3 tháng 2 năm 2005, khi Guebuza đặt tên cho chính phủ mới của mình ngay sau khi nhậm chức. Cuối năm đó, bà đến thăm ông Jose Manuel Barroso, Chủ tịch Ủy ban Châu Âu.
Sau một cuộc cải tổ nội các vào ngày 10 tháng 3 năm 2008, bà được bổ nhiệm lại vào chức vụ Bộ trưởng Bộ Môi trường; và đã tuyên thệ trong 17 ngày sau đó vào ngày 27 tháng 3. bà đã thực hiện một chiến lược quốc gia về tác động của biến đổi khí hậu đối với phụ nữ ở Mozambique, lần đầu tiên một chiến lược như vậy được nghĩ ra ở bất cứ đâu trên thế giới. bà giải thích rằng các xã hội cần điều chỉnh kế hoạch của họ để cho phép phụ nữ ở khu vực nông thôn tham gia vào bàng việc biến đổi khí hậu, bởi vì tác động của điều này đối với nông nghiệp.